# Herb Kambodży
Herb Kambodży w obecnej formie został przyjęty w 1993 roku i nawiązuje do wcześniejszego z 1953 roku.

## Opis herbu
W niebieskim polu tarczy, dwukondygnacyjny postument ze złotych pucharów, na którym spoczywa złoty święty miecz Khmerów (według legendy wykonany przez bóstwo sztuki dla króla Dżajawarmana VI), rękojeścią w lewo. Poniżej dwie zielone gałązki wawrzynu połączone gwiaździstą rozetą Królewskiego Orderu Kambodży. Tarczę wieńczy wielopoziomowa korona monarchy zdobna na swoim szczycie diamentem, od którego roztaczają się wokół złote promienie. Tarczę okrywa płaszcz heraldyczny. Po bokach herbu jako trzymacze, dwa mityczne zwierzęta: gajasingha (lew z głową słonia), a rajasingha (królewski lew), po lewej (heraldycznie) stronie. Trzymacze, dzierżą w łapach ceremonialne królewskie parasole, stojąc na rozpostartej poziomo szarfie z dewizą w języku khmerskim ព្រះចៅក្រុងកម្ពុជា (pl. „Król Królestwa Kambodży”).

## Poprzednie herby i godła
W związku z burzliwą przeszłością i częstymi zmianami ustroju państwowego symbol Kambodży zmieniał się wielokrotnie.

Herb Królestwa od 1860 do 1970 roku
Republika Khmerów, 1970–1975
Demokratyczna Kampucza, 1975–1979
Ludowa Republika Kampuczy, 1979–1989
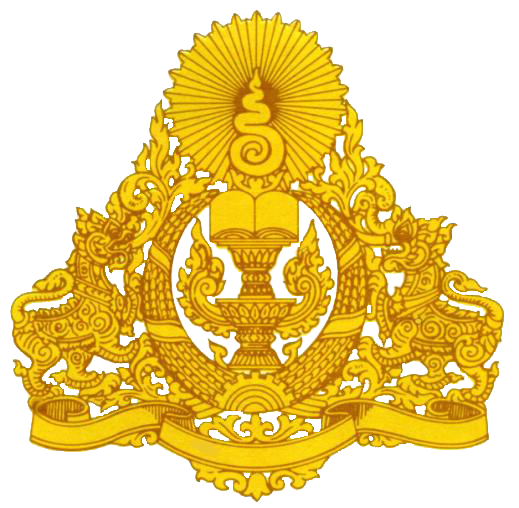
Koalicyjny Rząd Demokratycznej Kampuczy
Państwo Kambodża, 1989–1991
Administracja ONZ (UNTAC), 1989–1993